# Panagiōtīs Poulitsas
Panagiōtīs Poulitsas (in greco: Παναγιώτης Πουλίτσας; Geronthres, 9 settembre 1881 – Atene, 16 gennaio 1968) è stato un politico e archeologo greco, per un breve periodo primo ministro della Grecia (22 novembre 1945 – 4 aprile 1946).
Dopo le elezioni del 31 marzo 1946, nel pieno della guerra civile greca, Poulitsas (che all'epoca era Presidente del Consiglio di Stato) viene nominato primo ministro ad interim, carica che ricoprirà per circa cinque mesi.